# 內特·考德瑞
內特·考德瑞（Nathan "Nate" Corddry，1977年9月8日—）是美國的一位演員。他最著名的作品是在律政俏師太中飾演Adam Branch角色。他的哥哥羅伯·考德瑞也是一位演員。